# 스트리트 워킹
《스트리트 워킹》(영어: Streetwalkin')은 미국에서 제작된 조앤 프리먼 감독의 1985년 액션, 드라마, 스릴러 영화이다. 멀리사 리오 등이 주연으로 출연하였고 로저 코먼 등이 제작에 참여하였다. 코먼이 세운 영화배급사인 콩코드 픽처스의 초기 영화들 중 하나이다.

## 줄거리
쿠키와 그녀의 오빠는 업스테이트 뉴욕에 있는 애정 없는 어머니와 학대하는 의붓아버지로부터 도망쳐 뉴욕 시에 도착한다. 기차역에서 쿠키는 듀크라는 이름의 포주를 만난다. 그의 매력으로 그는 그녀가 그와 사랑에 빠지게 만들고 곧 그녀를 매춘부로 일하게 한다. 그러나 동료들에 대한 그의 잔인함은 그녀를 역겹게 한다.

## 출연진

### 주연
- 멀리사 리오
- 데일 미드키프
- 리언 로빈슨

### 조연
- 앤토니오 파개스
- 줄리 뉴마
- 랜들 배틴코프
- 애니 골든
- 캔디 알렉산더

## 제작진
- 의상: 캐런 페리

## 제작
프리먼 감독은 자신의 남편과 함께 이 영화를 썼다. 1984년 6월 24박 동안 촬영되었다.